# شبیه‌سازی فرایند
شبیه‌سازی فرایند (انگلیسی: Process simulation) ابزاری جهت مدل‌سازی فرایندهای شیمیایی، فیزیکی و بیولوژیکی است، که بمنظور طراحی، توسعه، تجزیه‌وتحلیل و بهینه‌سازی فرایندهای فنی در کارخانه‌های شیمیایی، فرایندهای شیمیایی، نیروگاه‌ها و غیره، مورد استفاده قرار می‌گیرد.